# Chasjoeri (gemeente)
Chasjoeri (Georgisch: ხაშურის მუნიციპალიტეტი, Chasjoeris moenitsipaliteti) is een gemeente in het midden van Georgië in de regio Sjida Kartli met ruim 49.000 inwoners (2020) en een oppervlakte van ruim 585 km². De gelijknamige stad is het bestuurlijk centrum van de gemeente. Chasjoeri ligt ten westen van hoofdstad Tbilisi aan de zuidgrens van de afscheidingsrepubliek Zuid-Ossetië.

## Geschiedenis

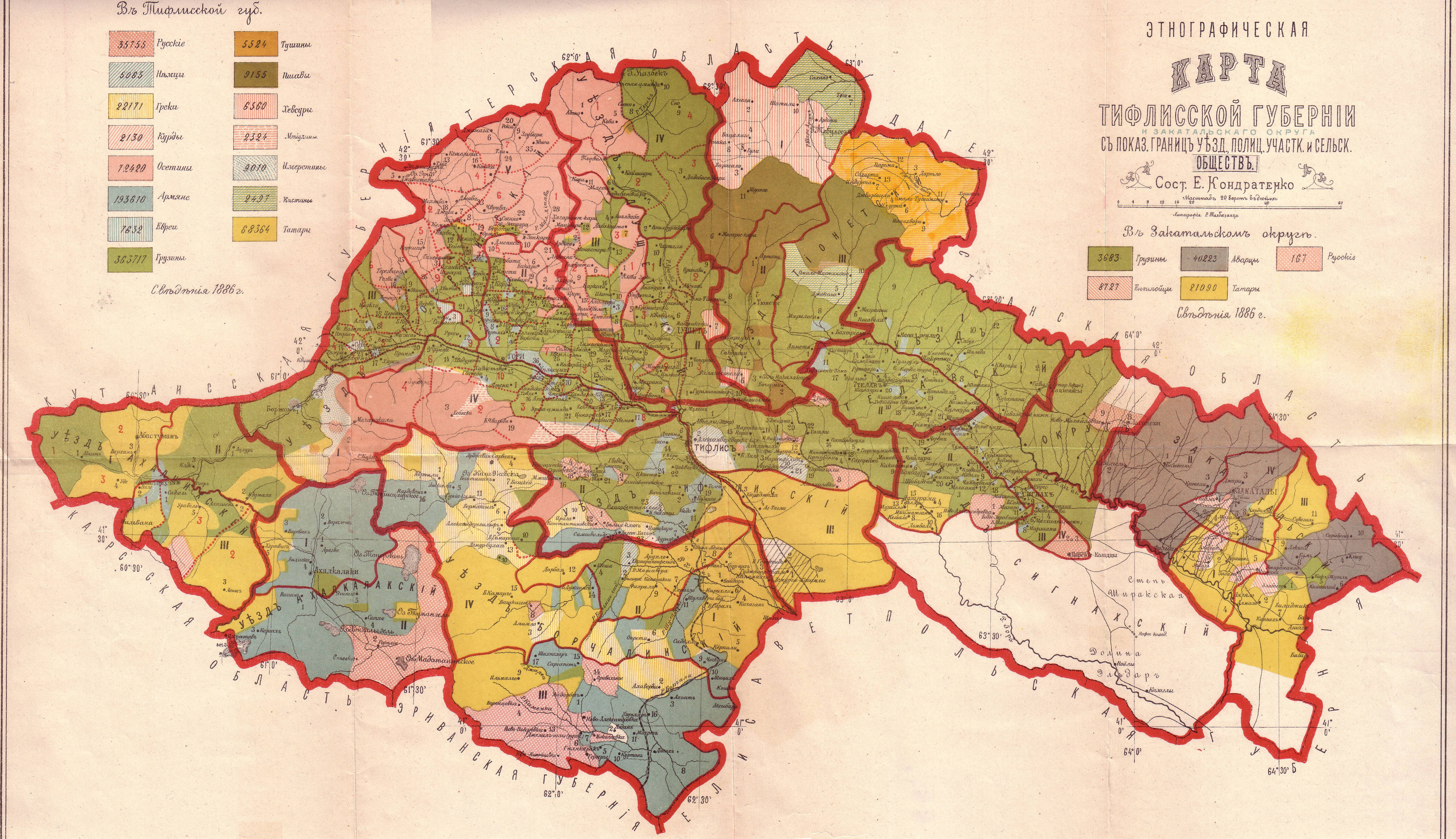
Gouvernement Tiflis: Oejezd Gori linksboven met (III) Chasjoeri

Na het uiteenvallen van het Koninkrijk Georgië in de 15e eeuw behoorde het gebied van Chasjoeri tot het Koninkrijk Kartlië en voor korte tijd het fusiekoninkrijk Kartli-Kachetië. In 1801 werd Kartli-Kachetië geannexeerd door het Russisch Rijk en werden de Georgische gebieden enige tijd later bestuurlijk ingedeeld naar Russisch model.
Het gebied van de moderne gemeente Chasjoeri lag van 1801 tot 1930 bestuurlijk in het oejezd Gori. Deze provincie was tussen 1840 en 1846 ingedeeld bij het gouvernement Georgië-Imeretië, en werd na de splitsing daarvan ingedeeld bij het gouvernement Tiflis. Het oejezd, ook wel mazra genoemd in het Georgisch, was onderverdeeld in districten, zogeheten oetsjastoks, waarbij het gebied van het huidige Chasjoeri geen eigen subdivisie was. In 1872 kreeg het dorpje Chasjoeri een impuls toen de spoorlijn Tbilisi - Poti opende, en er een halte kwam bij het dorp.
Tijdens de verovering van de Democratische Republiek Georgië door het Rode Leger in februari-maart 1921 waren Chasjoeri en Soerami belangrijke strategische plaatsen, waar tussen 4 en 7 maart 1921 zware slag werd geleverd.

### Vorming district
Na de grote bestuurlijke herindelingen van de Sovjet-Unie in 1929-1930 werd het rajon Chasjoeri afgesplitst van Gori. Van 1931 tot 1934 heette het district Chasjoeri korte tijd Stalinisi (Сталинисским район, Stalinisky rajon), om daarna de naam Chasjoeri weer terug te krijgen. In 1939 werd een deel van het district afgesplitst als rajon Kareli en kreeg Chasjoeri de hedendaagse omvang. In het onafhankelijke Georgië werd het district Chasjoeri in 1995 onderdeel van de nieuw opgerichte regio (mchare) Sjida Kartli en in 2006 werd het district omgevormd naar een gemeente (municipaliteit).

## Conflict Zuid-Ossetië
Chasjoeri grenst aan de afscheidingsrepubliek Zuid-Ossetië en heeft hier als gemeente direct mee te maken. Het grootste deel van de ongeveer 20 kilometer de facto grens ligt in dichtbebost gebied.

### Territoriaal dispuut
Het zuidelijke stukje grens is sinds 2019 onderwerp van een diepe patstelling tussen de centrale regering van Georgië en de feitelijke autoriteiten van Zuid-Ossetië. Het betreft het gebied tussen het Georgisch gecontroleerde Tsjortsjana (in de gemeente Chasjoeri) en het Zuid-Osseets gecontroleerde Tsnelisi.
Na de plaatsing van een Georgische politiepost in Georgisch gecontroleerd gebied niet ver van Tsnelisi, waarvan de Osseten stellen dat de post in Zuid-Osseets territorium staat, hebben Russische / Zuid-Osseetse troepen met hekken een nieuwe grens gedemarkeerd buiten de gangbare grens. Hiermee annexeerden zij feitelijk enkele vierkante kilometers Georgisch gecontroleerd land van de gemeente Chasjoeri en Kareli.
Het dispuut concentreert zich rond een interpretatieverschil over de oorspronkelijke grens van de Zuid-Ossetische Autonome Oblast, zoals de Zuid-Osseten zeggen dat die is vastgelegd in het oprichtingsdecreet van 1922. Zij claimen dat de Georgiërs andere (latere en "nep") kaarten gebruiken. Anno 2022 staat dit dispuut nog steeds centraal in de internationale dialogen die frequent plaatsvinden.

## Geografie

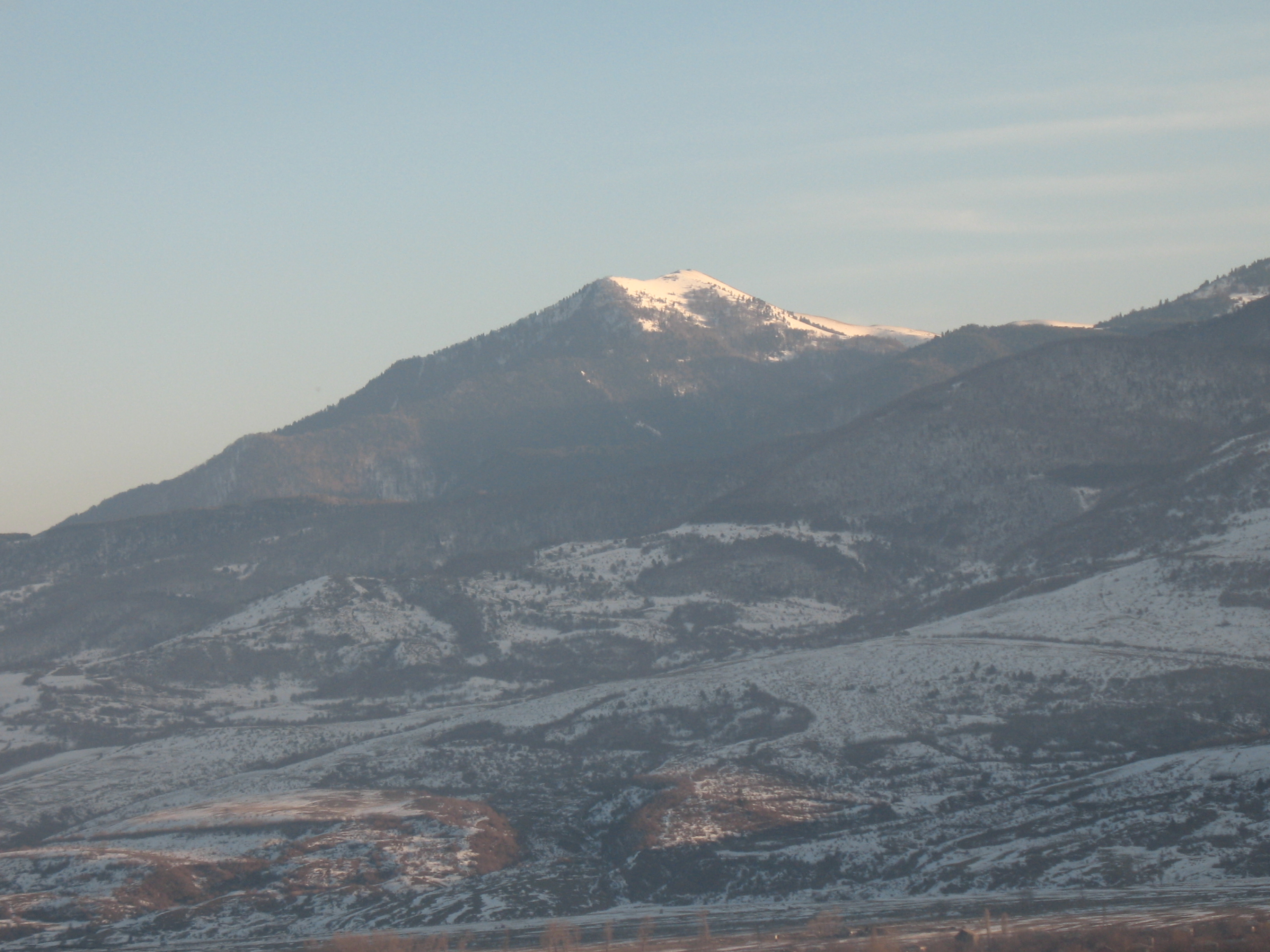
Didi Karta, de hoogste berg van de gemeente.

Chasjoeri grenst aan vier gemeenten, te weten Satsjchere en Charagaoeli (beiden in Imereti) in het westen, Bordzjomi (Samtsche-Dzjavacheti) in het zuiden en Kareli in het oosten. De noordelijke grens wordt gevormd door de afscheidingsrepubliek Zuid-Ossetië. Voor de Georgische wet ligt hier de "tijdelijke administratief-territoriale eenheid" Tigva, een tijdelijke gemeente opgericht in 2006 om de dorpen te besturen in dit deel van Zuid-Ossetië die toen nog onder Georgisch gezag stonden.

### Sjida Kartli-vlakte
De gemeente Chasjoeri ligt geografisch aan het westelijk uiteinde van de Sjida Kartli-vlakte dat bepaald wordt door de Mtkvari rivier die van west naar oost door de gemeente stroomt. De Sjida Kartli-vlakte ligt op een hoogte van ongeveer 700 meter boven zeeniveau.
Ten zuiden van de Mtkvari bevindt zich het Trialetigebergte, dat de geologische zuidgrens van Chasjoeri vormt. Hier zijn de hoogste toppen in Chasjoeri, met (didi) Karta als hoogste punt (2315 m). Het Lichigebergte ligt vanuit het noordoosten in zuidwestelijke richting door de gemeente en sluit de Sjida Kartli-vlakte in het westen af. Dit gebergte vormt tevens de waterscheiding van Oost- en West-Georgië. Het Lichigebergte kent hier hoogtes tot ongeveer 1300 meter boven zeeniveau, en loopt in het westelijke hoek van Chasjoeri aan de linkerkant van de Mtkvari over in het Meschetigebergte.

## Demografie
Begin 2024 telde de gemeente Chasjoeri 49.349 inwoners, een daling van ruim 6% ten opzichte van de volkstelling van 2014.
| Gemeente Chasjoeri                                                      | -     | 92.473 | 56.741 | 62.491 | 64.701 | 66.820 | 62.714 | 52.603 | 51.301 | 49.349 |  |  |  |  |
|                                                                         |       |        |        |        |        |        |        |        |        |        |  |  |  |  |
| Chasjoeri                                                               | 7.018 | 15.560 | 18.646 | 24.469 | 28.638 | 32.639 | 28.560 | 26.135 | 25.015 | 24.131 |  |  |  |  |
| Soerami                                                                 | 4.134 | 6.162  | 10.177 | 7.775  | 7.239  | 6.579  | 9.773  | 7.492  | 7.589  | 7.068  |  |  |  |  |
| Verantwoording data: Bevolkingsstatistiek Georgië 1897 tot heden. Noot: |       |        |        |        |        |        |        |        |        |        |  |  |  |  |

### Etniciteit en religie

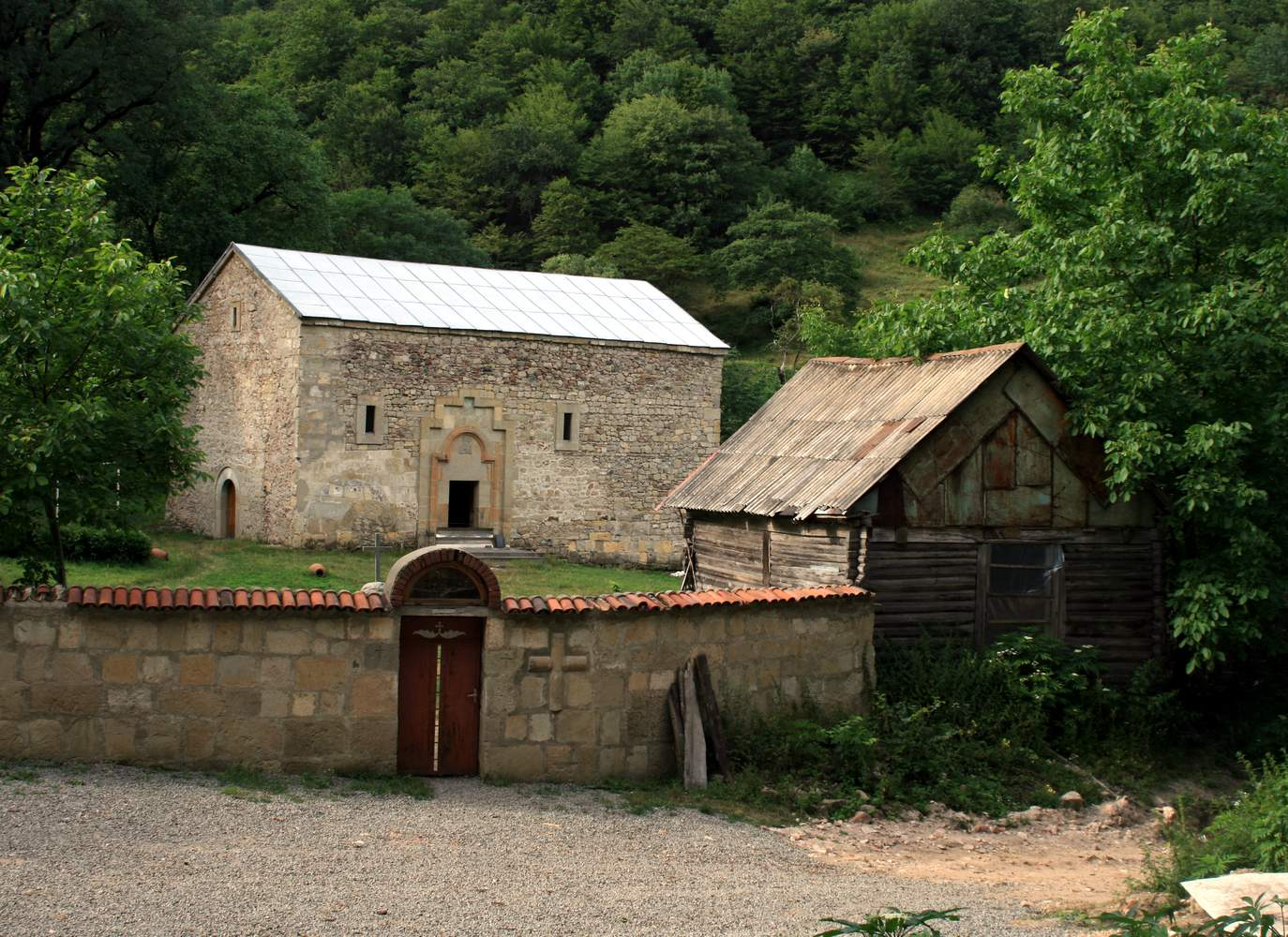
Het Oeloemboklooster (6e eeuw) in het Lichigebergte. Opgericht door een van de dertien Assyrische Paters.

De bevolking van Chasjoeri bestond volgens de volkstelling van 2014 vrijwel geheel uit Georgiërs (98,3%). De belangrijkste minderheden zijn Armeniërs (0,6%), Osseten (0,5%) en Russen (0,3%). De bevolking is voor 98,3% Georgisch-Orthodox. Er zijn daarnaast bijna 400 jehova's (0,8%).

## Administratieve onderverdeling

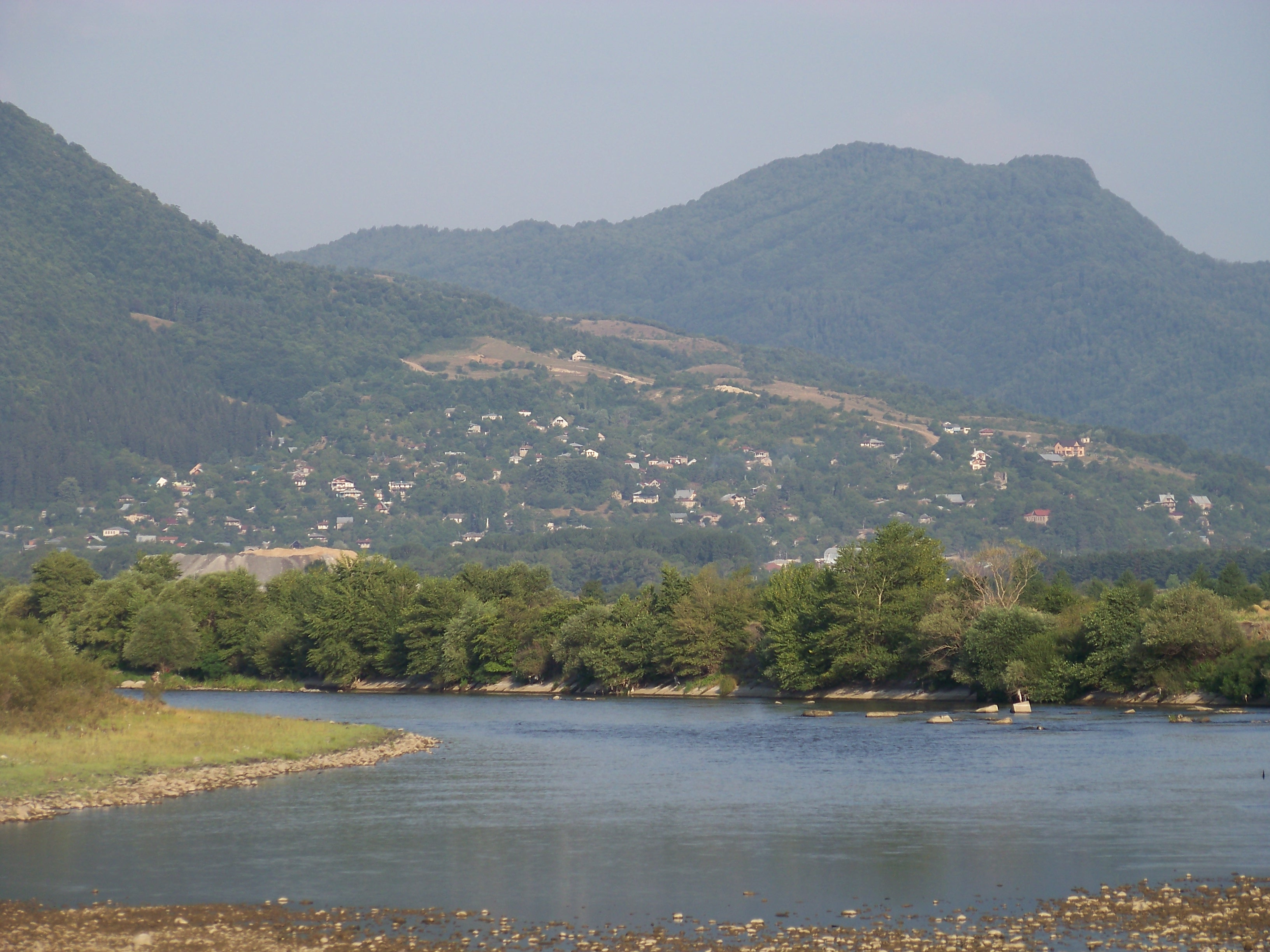
Het dorp Kvisjcheti aan de voet van het Meschetigebergte. De Mtkvari op de voorgrond.

De gemeente Chasjoeri is administratief onderverdeeld in 12 dorpsgemeenschappen (თემი, temi) met in totaal 82 dorpen (სოფელი, sopeli). Er is één nederzetting met een stedelijk karakter (დაბა, daba) en één stad (ქალაქი, kalaki).
- stad: Chasjoeri;
- daba: Soerami;
- dorpen: in totaal 82, waaronder Kvisjcheti en Kemperi.

## Bestuur
De gemeenteraad van Chasjoeri (Georgisch: საკრებულო, sakreboelo) wordt elke vier jaar gekozen in een gemengd kiesstelsel. Een deel wordt via enkelvoudige kiesdistricten gekozen en een deel via evenredige vertegenwoordiging van gesloten partijlijsten, waarvoor een kiesdrempel geldt van drie procent.
| Samenstelling Sakreboelo (zetels per partij) | Samenstelling Sakreboelo (zetels per partij) | Samenstelling Sakreboelo (zetels per partij) | Samenstelling Sakreboelo (zetels per partij) | Samenstelling Sakreboelo (zetels per partij) |
| Partij                                       | Partij                                       | 2014                                         | 2017                                         | 2021                                         |
| -------------------------------------------- | -------------------------------------------- | -------------------------------------------- | -------------------------------------------- | -------------------------------------------- |
|                                              | Georgische Droom (GD)                        | 18                                           | 21                                           | 16                                           |
|                                              | Verenigde Nationale Beweging (UNM)           | 3                                            | 3                                            | 8                                            |
|                                              | Overige partijen                             | 5                                            | 7                                            | 3                                            |
| Totaal                                       | Totaal                                       | 26                                           | 31                                           | 27                                           |

## Bezienswaardigheden

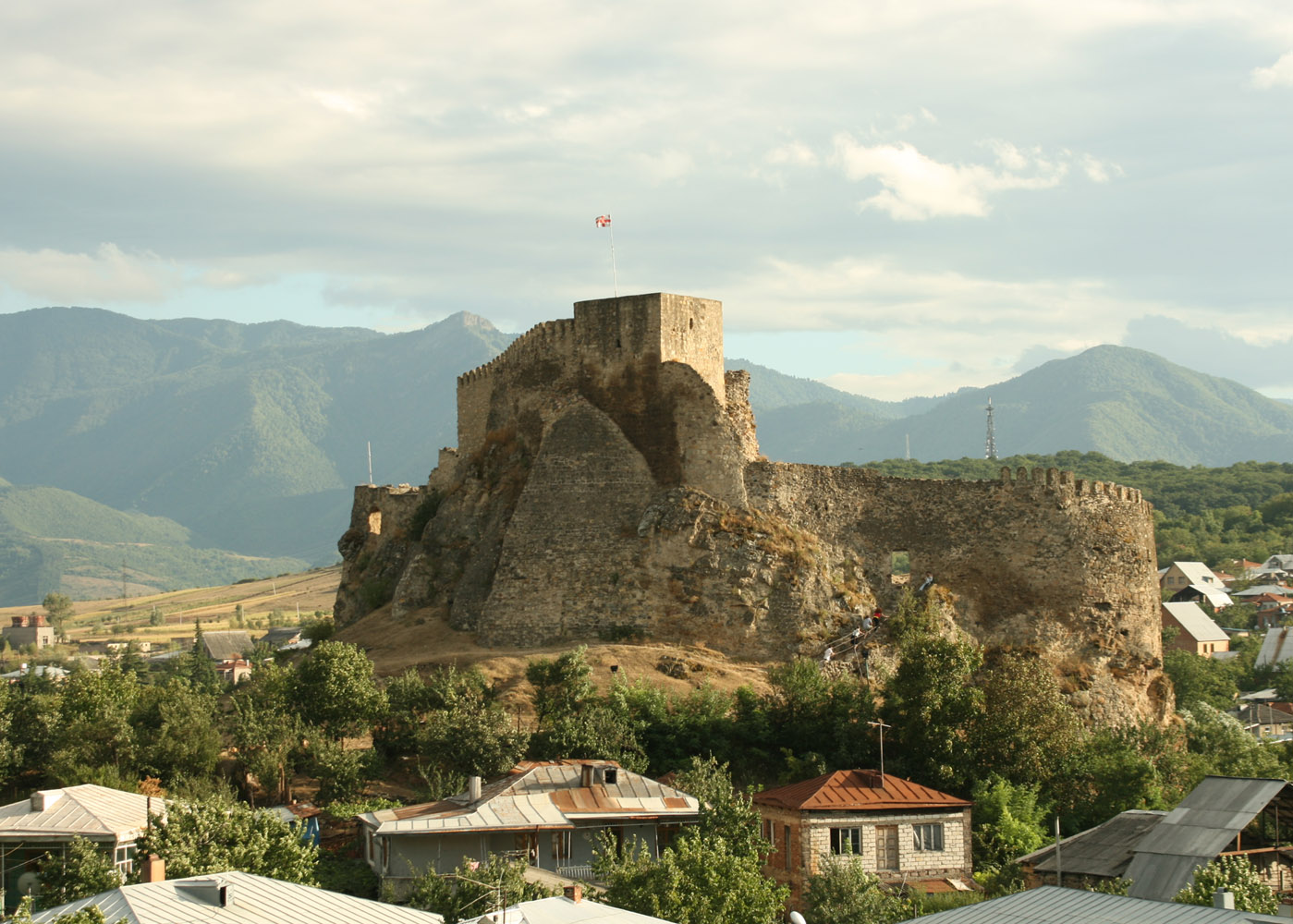
Fort Soerami in Soerami.

In Chasjoeri zijn verschillende cultuur-historische bezienswaardigheden, de meest belangrijke is Fort Soerami, bij Soerami. Dit is een middeleeuws fort dat van groot belang is geweest in het verdedigen van het gebied tegen Perzische invallen. Op deze plek zou al sinds de tweede eeuw voor christus een fort hebben gestaan.

## Vervoer

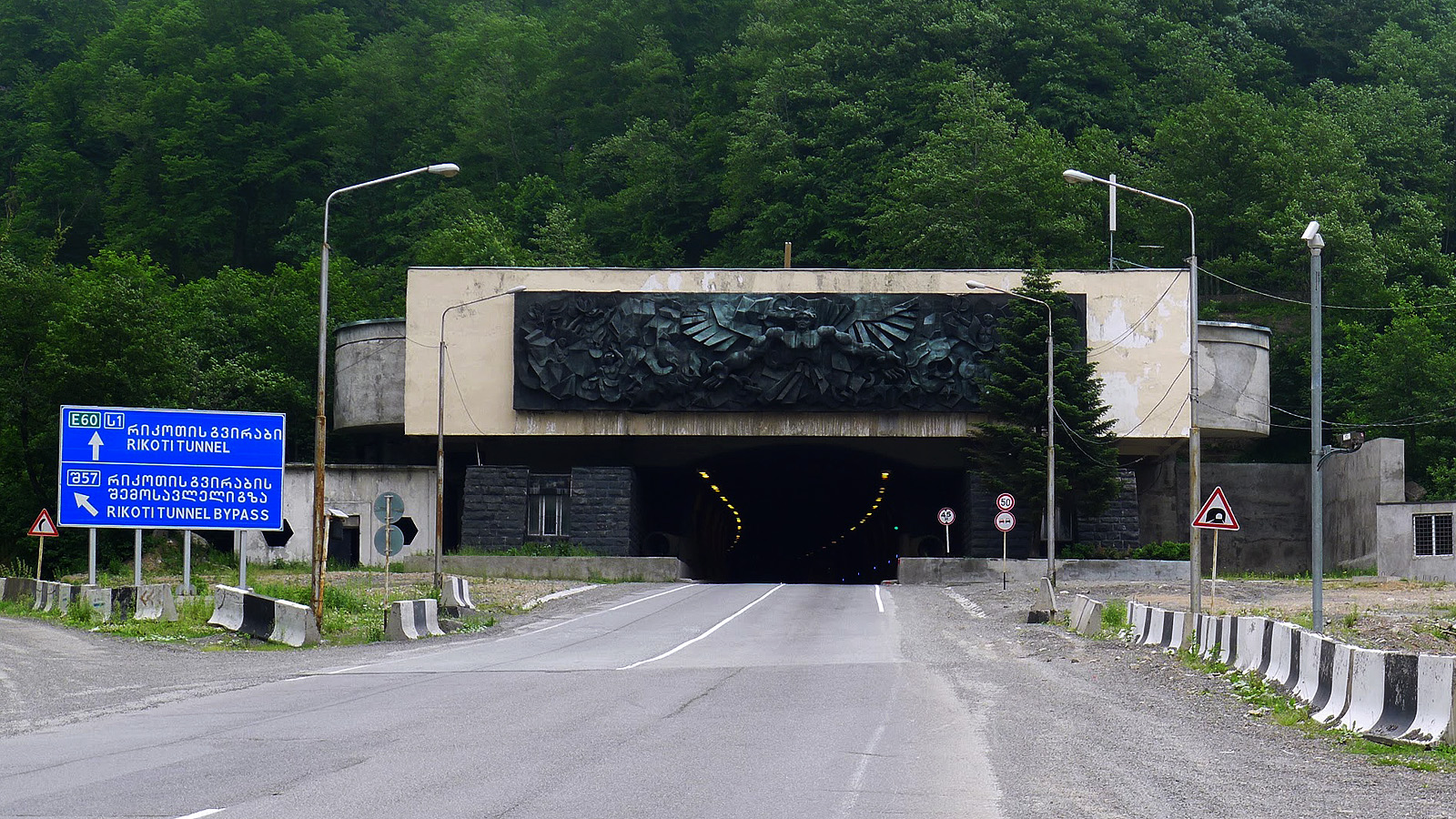
Rikoti-tunnel.

Door de gemeente passeren belangrijke transportcorridors: de Tbilisi - Poti / Batoemi spoorlijn, maar ook de route van internationaal belang S1 (E60). Deze East-West Highway is medio 2014-2020 in gemeente verlegd en uitgebouwd tot autosnelweg. De stad Chasjoeri is de oostelijke terminus van de S8 naar Bordzjomi, Achaltsiche en de Georgisch-Turkse grens bij Vale. Chasjoeri is ook het begin van de spooraftakking naar Bordzjomi, sinds medio 2013 het eindpunt van de passagiersdiensten die toto 2013 doorreden naar Achaltsiche en Vale.
Verder lopen er diverse nationale routes door de gemeente. Zo is er de Sh22 die via een noordelijke lus de oostelijke binnenlanden van Imereti verbindt van Gomi (S1) via Satsjchere en Tsjiatoera naar Zestafoni en een oostelijke verbindingsroute voor Ratsja-Letsjchoemi en Kvemo Svaneti vormt. De Sh29 is vanaf Chasjoeri een binnenlandse route naar Tbilisi via Gori.
Op de gemeentegrens met Charagaoeli liggen twee belangrijke tunnels: de 1,7 kilometer lange Rikoti-tunnel in de S1 weg en de in 1890 opgeleverde 4 kilometer lange spoortunnel door de Soeramipas. Beide tunnels doorkruisen het Lichigebergte.